# Tropinota squalida
Tropinota squalida (лат.) — вид жесткокрылых насекомых из подсемейства бронзовок семейства пластинчатоусых.

## Описание
Длина тела имаго 8,8—14 мм, ширина — 4,7—8,3 мм. Имаго чёрные, блестящие, в белых и рыжеватых пятнах, и в жёлтых, реже серо-жёлтых волосках. Жуки встречаются на цветках, которыми питаются. Также питаются цветками асфоделя (во Франции). В Передней Азии жуки считаются вредителями цветов крестоцветных и боба садового; в Европе жуки повреждают цветы виноградной лозы. Внешне похож на Tropinota vittula.

## Ареал
Вид распространён на Канарских островах, в Португалии, Испании, южной Франции, южной Швейцарии, Италии (включая Сардинию и Сицилию), Югославии, Албании, Греции, Болгарии, европейской Турции, на юге Румынии, а также в северной и северо-восточной Африке на юг до Луксора и Ассуана, в Передней Азии, Иране, на востоке до Белуджистана.

## Классификация
Выделяют следующие подвиды:
- Tropinota squalida canariensis Lindberg, 1950
- Tropinota squalida pilosa Brullé, 1832
- Tropinota squalida squalida (Scopoli, 1783)